# Гаагское соглашение (1659)
Соглашение в Гааге — соглашение, подписанное 21 мая 1659 года в Гааге Англией, Францией и Республикой Соединенных провинций, выражавшее общую позицию этих стран относительно Второй Северной войны. Подписанты соглашались, что Швеция и Датско-норвежское королевство должны заключить мир, основанный на условиях Роскилльского мира (в том числе предоставить свободную навигацию через пролив Эресунн и Балтийское море в соответствии с условиями Эльбингского договора). На основе условий, изложенных в Гаагском соглашении, был впоследствии подписан Копенгагенский мир.
Один из основных инициаторов соглашения — Ян де Витт — попытался превратить его в постоянно действующий альянс, но добился лишь частичного успеха. Переговоры с Францией привели в 1662 году к образованию голландско-французского альянса, сыгравшего свою роль во время Второй англо-голландской войны, однако переговоры с Англией успеха не имели.